# Palazzo Tassoni Mirogli

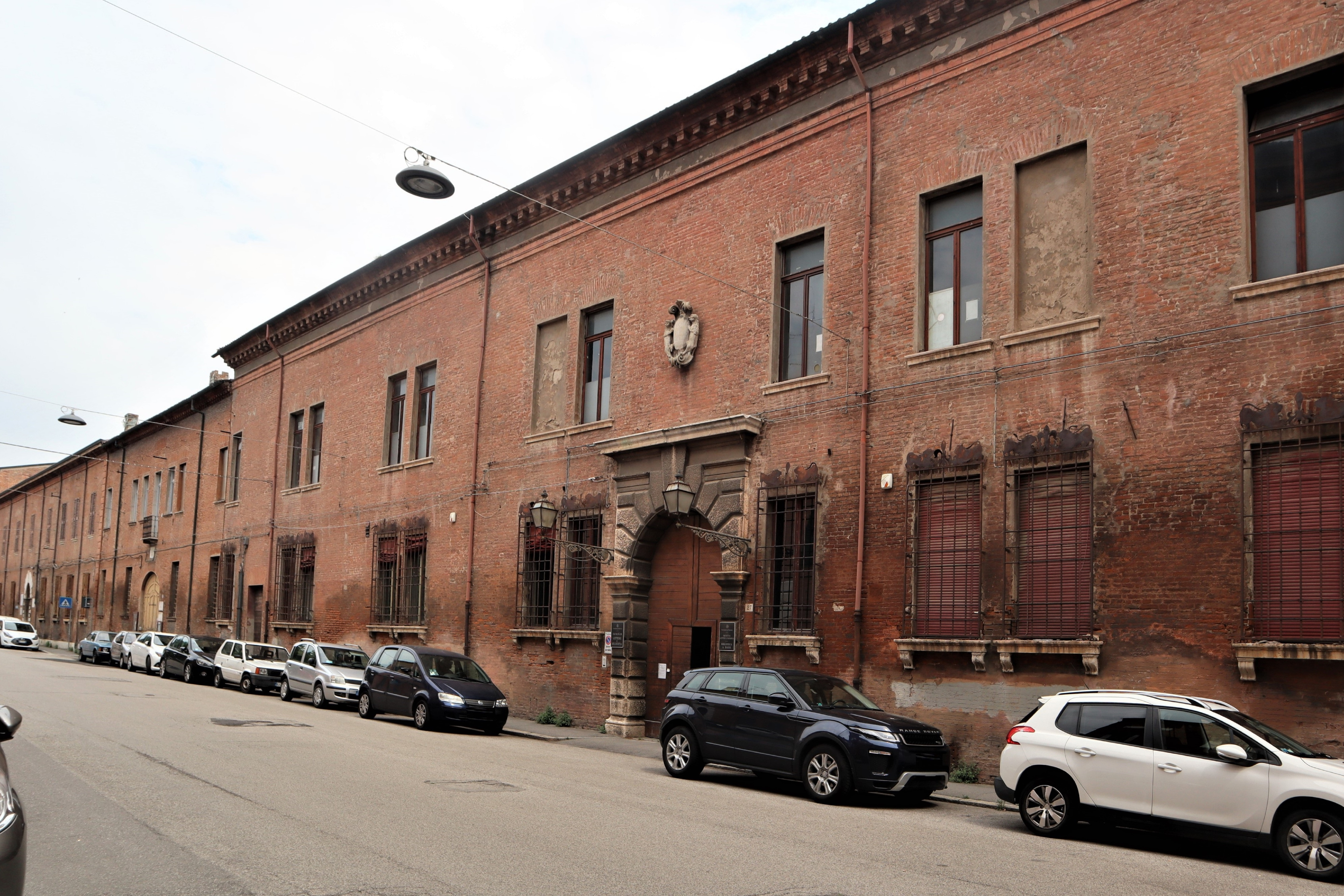
Fassade des Palazzo Tassoni Mirogli

Der Palazzo Tassoni Mirogli ist ein mittelalterlicher Palast in Ferrara in der italienischen Region Emilia-Romagna. Er liegt in der Via Savonarola 27.

## Geschichte

### Bau und erste Jahrhunderte
Der Palast wurde im 15. Jahrhundert erbaut, nachdem Brandalisio Boccamaggiori das Gelände 1434, auch dank dem Eingreifen von Niccolò III. d’Este, erworben hatte. Die Familie Boccamaggiori war der erste Eigentümer der Immobilie, die damals am Rande der sich entwickelnden Stadt lag, auf einem Gelände, das früher „Prato delle Bestie“ (dt. Wiese der wilden Tiere) genannt wurde. Danach wechselten die Besitzer häufig. 1444 kam sie in den Besitz der Familie Arduini (einer der Mitglieder dieser Familie war der Botschafter von Borso d’Este bei der Serenissima), dann in den der Familie Labolico. Einige Jahrzehnte später kauften die Markgrafen Sacrati den Palast und danach, 1590, die Familie Tassoni, später die Familie Nigrisioli. 1651 gelangte er in den Besitz der Familie Mirogli.
1561 war in den Räumen des Palastes ein kleines Theater untergebracht und schon 1688 wurde der Palast teilweise an die Familie von Virginia Strozzi verkauft und vermietet und an die ihres Gatten Francesco Avogli. In den folgenden Jahrhunderten ergaben sich weitere Besitzerwechsel und Nutzungsänderungen; der Palast wurde auch zu einem Ort für Wohlfahrtszwecke, zu einer höheren Internatsschule und zu einem Krankenhaus. Für eine bestimmte Zeit ab der Mitte des 19. Jahrhunderts diente der Innenhof der Organisierung von Theateraufführungen und anderen Veranstaltungen und diese Situation dauerte bis in die 1920er-Jahre an.

### 20. und 21. Jahrhundert
Mit dem Aufkommen des Faschismus wurde der Palazzo Tassoni Mirogli Sitz des „Casa del Balilla“ (Jugendorganisation der faschistischen Partei) und ebenfalls in dieser Zeit Ausstellungsort für zahlreiche kulturelle Initiativen; z. B. waren dort Werke von Künstlern aus Ferrara, wie z. B. von Enzo Baglioni, ausgestellt. Nach dem Zweiten Weltkrieg kaufte die Stadt Ferrara das Anwesen, um es dann der Universität zur Verfügung zu stellen. Ab 1968 wurden die Räume, die bis dahin auch von schulischen Einrichtungen des Gebietes genutzt wurden, den neuen Zwecken angepasst. Mit dem Einzug der Universität nahm der Palast die Bibliothek der Fakultät für Literatur und Philosophie auf und Unterrichtsräume für Universitätskurse. Das Erdbeben in Norditalien 2012 hat den Palast schwer beschädigt.

### Besucher

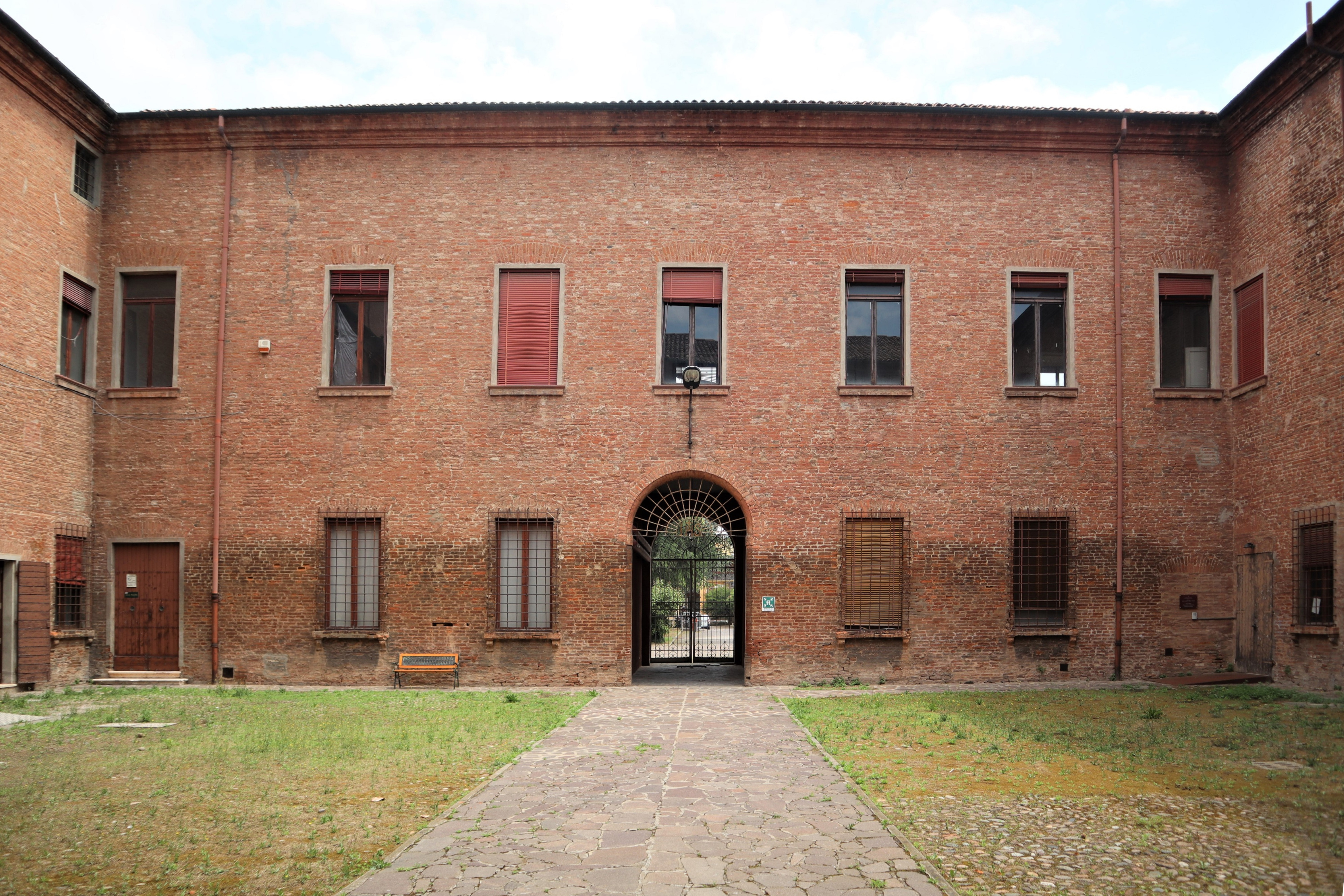
Innenhof des Palazzo Tassoni Mirogli

In dem Gebäude weilten zeitweise zahlreiche Persönlichkeiten, wie z. B. Ferdinand III. von Habsburg, Karl VI. von Habsburg, Sigismund Franz von Habsburg, Maria Anna von Sachsen und Luca Torregiani, der Erzbischof von Ravenna.

## Beschreibung
Ursprünglich war das Gebäude um einen Innenhof herum angelegt und hatte Loggien an den Seiten. Das Erdgeschoss war für die Dienstboten vorgesehen, während sich im viel raffinierteren und mit Dekorationen verzierten Hauptgeschoss die Salons und die Zimmer für die Eigentümer und ihre Gäste fanden. Mit der Zeit sind die Loggien verlorengegangen und die Räumlichkeiten sowohl im Erdgeschoss als auch im ersten Obergeschoss wurden zahlreichen Veränderungen unterzogen. Die Innentreppen haben ihr imposantes Aussehen bewahrt, ohne monumental zu wirken.
Die Hauptfassade, die zur Via Savonarola zeigt, ist in Ferrareser Terrakotta ausgeführt und das Eingangsportal, das aus dem 17. Jahrhundert stammt, ist in Bossenwerk eingesetzt und hat einen Rundbogen. Darüber, auf der Ebene des Hauptgeschosses, findet ist das Familienwappen angebracht.